# The Green Ghost Project
Albums par Styles P.
Super Gangster (Extraordinary Gentleman)
(2007) Master of Ceremonies
(2011)
Albums par DJ Green Lantern
I Produced That
(2007) Invade the Game
(2012)
Singles
1. Send a Kite
Sortie : 25 janvier 2010

The Green Ghost Project est un album collaboratif de Styles P. et DJ Green Lantern, sorti le 2 février 2010.
L'album s'est classé 34e au Top Independent Albums et 44e au Top R&B/Hip-Hop Albums.

## Liste des titres
| No  | Titre                                                                        | Contient un (des) sample(s) de | Durée |
| --- | ---------------------------------------------------------------------------- | --- | ----- |
| 1.  | Nothing to Lose (Produit par DJ Green Lantern)                               | Fire on High de l'Electric Light Orchestra | 3:03  |
| 2.  | Double Trouble (featuring Sheek Louch – Produit par DJ Green Lantern)        | Miuzi Weighs a Ton by Public Enemy (1987) | 3:28  |
| 3.  | Callin' Me (featuring Tre Williams – Produit par Scram Jones)                | Space Guerilla de Missus Beastly | 3:58  |
| 4.  | Send a Kite (featuring Dwayne Collins – Produit par DJ Green Lantern)        | | 4:06  |
| 5.  | Make Millions from Entertainment (Produit par The Alchemist)                 | Afflicted d'O. V. Wright La Di Da Di de Doug E. Fresh et Slick Rick                                                                                   | 3:27  |
| 6.  | Invasion (featuring Jadakiss et Junior Reid – Produit par DJ Green Lantern)  | | 3:11  |
| 7.  | Time Will Tell (featuring Raekwon – Produit par Buckwild)                    | | 2:31  |
| 8.  | Pablo Doe (featuring N.O.R.E. et Uncle Murda – Produit par DJ Green Lantern) | Supa Star de Group Home | 3:46  |
| 9.  | Real Ghostly (Produit par Dutchez Beatz)                                     | | 3:24  |
| 10. | Pretty Little Thing (featuring June Summers – Produit par DJ Green Lantern)  | I Met a Little Girl de Marvin Gaye | 3:20  |
| 11. | Shadows (Produit par Statik Selektah)                                        | Old and Wise de l'Alan Parsons Project Suicidal Thoughts de The Notorious B.I.G. featuring Puff Daddy Shot Down de DMX featuring 50 Cent et Styles P. | 3:55  |
| 12. | Legal Money (Produit par Vinny Idol)                                         | | 3:37  |
| 13. | That's Me (featuring S.I. – Produit par Dame Grease)                         | Don't Say Goodnight (It's Time for Love) (Parts 1 & 2) des Isley Brothers                                                                             | 3:10  |
| 14. | Bang Time (featuring M.O.P. – Produit par DJ Green Lantern)                  | | 4:13  |
| 15. | Born in These Streets (featuring Tre Williams – Produit par Poobs)           | | 3:36  |